# René Étiemble
René Ernest Joseph Eugène Étiemble, (Mayenne (Mayenne); 26 de enero de 1909 - Marville-Moutiers-Brûlé; 7 de enero de 2002) fue un ensayista francés; erudito, novelista, y promotor de las culturas de Oriente Medio y Asia.

## Semblanza
Conocido generalmente solo por su apellido, Etiemble obtuvo en 1955 la codiciada cátedra de Literatura Comparativa en el Instituto de Literatura General y Comparativa la universidad previa a la Sorbona de 1968, y continuó en su puesto como profesor titular (y después de su jubilación en septiembre de 1978, como profesor honorario) en la Nueva Universidad de la Sorbona desde 1956 a 1978. Su tesis doctoral sobre el Mito de Rimbaud tuvo reconocimiento internacional y le lanzó a la fama en 1952. Sin embargo, el tono burlón de Étiemble y algunas conjeturas mal fundamentadas sobre la vida más tardía de Rimbaud socavan la credibilidad del libro.
Durante la Segunda Guerra Mundial fue docente en la Universidad de Chicago, siendo asignado a la Oficina de Información de Guerra en Nueva York en 1943. Después de la Guerra, enseñó literatura francesa en la Universidad de Alexandria, desde 1944 a 1948, y después en la Universidad de Montpellier, Francia. Fue el autor de unos sesenta trabajos (editó la celebrada Serie Oriental de la UNESCO para Gallimard editores), y entre sus trabajos más populares: Connaissez-vous la Chine? (¿Conoces la China?), Gallimard 1964, y Quarante ans de mon maoïsme (1934-1974) (Cuarenta años de mi maoísmo) Gallimard 1976.
Disfrutó de una reputación formidable como crítico literario y osado polemista, reconocido tardíamente en forma de un premio oficial de la Academia Francesa. También publicó tres novelas. Una de ellas, Blason d'un corps [París: Ediciones Gallimard, 1961] es todavía recordada y leída frecuentemente. Así mismo, es recordado por sus traducciones de Lawrence de Arabia al francés. Militante comunista y antifascista en su juventud, se interesó por el movimiento comunista chino. Junto con el poeta chino Dai Wangshu 戴望舒 (1905-1950) produjo numerosas traducciones de los trabajos de escritores de izquierda chinos, publicadas en una edición especial de Comuna (febrero de 1934), órgano de la Asociación de Escritores y Artistas Antifascistas de Francia (Association des Écrivains et Artistes Révolutionnaires).
En sus últimos años fue un defensor vehemente de los derechos humanos. Su libro que detalla y denuncia la creciente anglización de la lengua francesa, Parlez-vous franglais? (¿Hablas Franglais?), atrajo a un amplio sector de lectores.
En 1988,  recibió el Premio Balzan de literatura comparada.